# Литература и искусство
«Литература и искусство» (в 1932 переименован в «Марксистско-ленинское искусствознание») — журнал марксистской критики и методологии, орган Института литературы, искусства и языка Комакадемии. Выходил в Москве в 1930—1932 годах. Номинально ежемесячный, фактически же больше половины номеров вышло сдвоенными.

## История
Создан взамен ликвидированного журнала «Печать и революция», от которого поначалу унаследовал широкую программу. В первом номере, вышедшем в сентябре 1930 года, обещалось освещать методологию искусствознания, языковедения и критики, вопросы художественной политики, художественный метод, современную литературу, театр, кино, пространственные искусства, музыку, искусство союзных республик, обзоры, библиографию, хронику искусств и литературы.
Основными авторами журнала были сотрудники и аспиранты ИЛЯ Комакадемии, находившиеся под воздействием идей Фриче — И. Нусинов, С. Динамов, И. Астахов, М. Храпченко, И. Маца и др. Методологической базой была «борьба за диалектико-материалистический метод». Журнал подвергал критике концепции Переверзева и Воронского, отдельные теории РАПП.
В 1931 (с № 4) состав редакции сменился, а позиция прежней редакции была охарактеризована как «враждебная пролетарскому литературному движению». Новый редактор Динамов приблизил журнал к РАПП. Ещё ближе к воинственной позиции РАПП журнал стал в 1932 году, после реорганизации и переименования, во главе всё с тем же Динамовым.
Закрыт после ликвидации РАПП, на № 5/6 за 1932 год.

## Редакторы
- 1930—1931 П. Керженцев
- 1931—1932 С. Динамов